# Timone a vento
Il timone a vento è uno strumento meccanico utilizzato nelle barche a vela per regolare l'andatura (cioè mantenere costante l'angolo rispetto al vento apparente) prestabilita della barca nel caso in cui essa possa subire variazioni involontarie, senza l'aiuto di un timoniere, ma solo con l'ausilio del vento.
Funge quindi da pilota automatico, ma mantiene la prora della barca rispetto al vento apparente e non una rotta precisa, con il vantaggio però di non sprecare energia elettrica.
Il timone a vento è situato a poppa dell'imbarcazione.
(Guido Pfeiffer, I segreti del timone a vento)

## Storia
Agli inizi della storia nautica l'autogoverno dell'imbarcazione era impensabile e quindi un uomo dell'equipaggio era impegnato, tutto il tempo della navigazione, a timonare la stessa.
Con l'inizio dell'impiego di imbarcazioni per guerre e lunghe rotte commerciali, gli equipaggi iniziarono a costruirsi meccanismi che permettevano di non timonare l'imbarcazione per tutto il tempo della navigazione. 
Questi meccanismi erano inizialmente dei lunghi remi.
Venivano legati alla vela principale con cime, aiutavano a mantenere la rotta.
I primi usi del timone a vento si hanno però con le grandi traversate oceaniche dei velisti solitari come Joshua Slocum nel 1898.
Questo perché il timone a vento permetteva loro di non rimanere tutto il tempo vicino al timone per pilotare correttamente la barca, e quindi di rendere fattibile la loro impresa.
L'imbarcazione di nome Spray di Slocum infatti supportava un meccanismo che collegava la vela e il timone tramite le scotte, permettendo che la barca mantenesse autonomamente la rotta.
Il timone a vento venne presentato alla massa nel 1919 grazie ad un articolo tecnico di Hambley Tregoning nella rivista Yachting Monthly che spiegava come poter utilizzare una piccola vela per aiutare il governo dell'imbarcazione.
Dopo la presentazione del timone a vento nel 1919, il primo esemplare venne però installato molti anni dopo, nel 1936, in una barca a motore nominata Arielle, dal suo proprietario Marin Marie per aiutare la barca nella traversata New York-Le Havre.
Da qui in poi molti velisti intrapresero attraversate in solitaria grazie all'ausilio di timoni a vento artigianali, proprio come fecero nel 1955 i velisti britannici Ian Major e Michael Henderson.
Nonostante queste tappe importanti per la storia del timone a vento, il vero inizio della sua era si ha l'11 giugno del 1960 con la prima edizione dell'OSTAR(Observer Singlehanded Transatlantic Race) una gara di barche a vela che partiva da Plymouth e arrivava a Newport, dove nessuno dei partecipanti avrebbe potuto concludere la gara se non avesse avuto a disposizione un timone a vento.

## Tipologie di timoni a vento
Chi navigava con timoni a vento, ha creato a seconda delle proprie esigenze di navigazione timoni a vento sempre nuovi e personalizzati.
Proprio per questo si possono trovare varie tipologie di timoni a vento, differenti nelle combinazioni di organi che le compongono.

### Con sola banderuola
Questa tipologia di timone a vento è composta solamente dalla banderuola.
L'impulso di correzione della rotta generato dal vento sulla banderuola viene trasmesso direttamente al timone principale dell'imbarcazione.
Quindi non c'è la presenza né di un timoncino né di un sistema di trasmissione, ma solo di una banderuola e di un contrappeso.
Questa tipologia di timone a vento venne originariamente pensata e creata per i modellini di barche a vela.
Il primo dispositivo di questo tipo venne installato in una vera imbarcazione a vela da Francis Chichester sulla sua barca Miranda.
Era composta solamente da una banderuola di stoffa di 4m2 di superficie, dalle cimette che la collegavano al timone principale e da un contrappeso di 12Kg.
Questo sistema però genera una forza di autogoverno del timone molto bassa, perciò non riesce a correggere la rotta dell'imbarcazione in diverse situazioni.
Questo implica anche il fatto che questo sistema può essere utile solo se montato in imbarcazioni molto piccole e leggere che non superino i 6 metri.
Proprio per questi problemi e queste limitazioni la produzione di questo sistema di timone a vento è terminata.

### Con trim tab

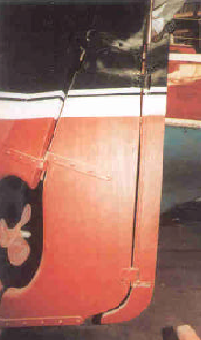
Timone con TrimTab

Il trim tab è un piccolissimo prolungamento che viene installato tramite perni nella coda del timone principale o del timoncino ausiliario.
In questo sistema l'impulso dato dalla banderuola viene trasmesso non al timone o al timoncino ma al trim tab.
Questo quando effettua il movimento generato dalla correzione della banderuola, crea una forza nell'acqua che causerà il movimento del timoncino ausiliare (o del timone principale, a seconda di dove è montato il trim tab).
I trim tab hanno una superficie molto ridotta, all'incirca di 800 cm2. Il trim tab permette di installare una banderuola di dimensioni ridotte rispetto agli standard delle banderuola nei sistemi senza trim tab.
Questo è possibile perché il trim tab amplifica la forza generata in origine dalla banderuola.
Il primo trim tab utilizzato come prolunga di un timone principale venne installato da Bernard Moitessier nella sua imbarcazione Joshua.
Quando il trim tab è installato come prolunga del timone principale amplifica troppo il movimento generato dalla banderuola quindi rende molto difficile la governabilità dell'imbarcazione, specialmente se questa è di piccole dimensioni oppure se non è ben bilanciata.

### Con timoncino ausiliario e banderuola verticale
Questo sistema è particolarmente indicato per imbarcazioni con una lunghezza massima di 11 metri.
In questo sistema la forza della banderuola agisce sul timoncino grazie a una trasmissione formata da una ruota dentata.

### Con timoncino ausiliario e banderuola orizzontale

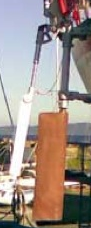
Timone a vento con doppio timoncino

Questo sistema in origine avrebbe uno smorzamento della forza della corrente dell'acqua molto minore rispetto al sistema analogo con banderuola verticale.
Per rimediare a questo problema questo sistema è dotato di ingranaggi che permettono di decidere il grado di rotazione del timoncino.
Ciò permette l'installazione di questa tipologia di timone a vento anche su imbarcazioni con una lunghezza maggiore di 11 metri.

### Con doppio timoncino
Questa tipologia di timone a vento utilizza sia il timoncino a pendolo, sia il timoncino ausiliario. 
Quando si utilizza questo tipo di sistema il timone principale dell'imbarcazione viene bloccato, quindi esso non verrà utilizzato per le correzioni di rotta.
Il timone a vento con doppio timoncino viene installato principalmente su imbarcazioni di grandi dimensioni proprio perché la forza generata dal solo timoncino ausiliare non basta per effettuare modifiche della rotta, e perché il solo utilizzo di un timoncino a pendolo richiederebbe una lunghezza eccessiva di cime della trasmissione per collegarlo al timone principale.
Questo sistema viene utilizzato anche per disporre nell'imbarcazione di un timone di emergenza nelle lunghe tratte, soprattutto se il timone principale non dispone di una protezione.

## Componenti
Il timone a vento ha una struttura molto semplice ed è composto principalmente da:
- una banderuola
- un sistema di trasmissione
- un timoncino
- un contrappeso

### Banderuola
La banderuola (o ventola) è la parte del timone a vento che percepisce le variazioni nella direzione di provenienza del vento e che in relazione a questo genera le correzioni della rotta.
Il movimento della banderuola è dato quindi dal vento stesso'.

#### Banderuola verticale

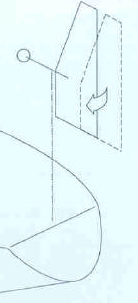
Disegno di una banderuola verticale

La banderuola verticale compie il suo movimento attorno ad un asse verticale. 
Essa si colloca sempre in posizione controvento; per questo l'area soggetta all'azione del vento è ridotta, causando una poca efficacia nel caso in cui le variazioni di direzione del vento siano minime. Infatti, in teoria, la sua grandezza dovrebbe essere estesa per percepire in modo ottimale le variazioni del vento.
Il movimento generato da una banderuola verticale ha una forza molto limitata, poiché l'asse verticale non permette alla banderuola stessa una grande torsione.
Per compensare queste limitazioni dovute alla meccanica di funzionamento le banderuole verticali sono costruite di grandi dimensioni (sino a 1 m²), aumentando così la superficie colpita dal vento e la forza del movimento della banderuola.
Questa tipologia di banderuola può essere regolata, per un migliore funzionamento, a seconda del tipo di intensità e direzione del vento.
Quando il vento ha un'intensità minore si tende ad allontanare la banderuola dalla poppa dell'imbarcazione, allungando il suo asse, in modo da ottenere un'amplificazione della forza del vento percepita dalla banderuola.
Al contrario, quando il vento ha un'intensità molto elevata, la banderuola va avvicinata il più possibile all'imbarcazione per cercare di ridurre al massimo le vibrazioni della banderuola causate dal vento.

#### Banderuola orizzontale

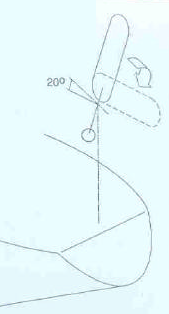
Disegno di una banderuola orizzontale

La banderuola orizzontale attua il suo movimento rotatorio attorno ad un asse orizzontale. Ha delle dimensioni ridotte rispetto alla banderuola verticale e una forma piatta, senza scanalature.
Essa fu adottata per la prima volta dal velista Gianoli nella sua barca Tabarly.
È considerata più valida della banderuola verticale, poiché le sue meccaniche le permettono di disporre di una superficie soggetta al vento sostanzialmente più ampia.
Questo perché quando il vento la colpisce frontalmente essa rimane dritta, e quando il vento la investe lateralmente essa si ribalta, facendo così colpire al vento tutta la superficie e non solo il suo profilo come accade nella banderuola verticale.
A seconda dell'intensità del vento viene regolata l'inclinazione della banderuola orizzontale. 
Quando il vento si presenta con una bassa intensità, la banderuola orizzontale viene lasciata diritta, cioè perpendicolare al mare, per essere più sensibile alle variazioni di direzione del vento.
Quando invece il vento aumenta la sua intensità la banderuola può essere piegata all'esterno della poppa per diminuire le sue vibrazioni causate dal vento.

#### Regolazione delle banderuole
La banderuola, oltre a essere regolata a seconda della rotta che deve essere seguita dall'imbarcazione, deve essere regolata anche a seconda dei cambiamenti di vento che ci possono essere durante la navigazione.

##### Regolazione della banderuola orizzontale
La regolazione della banderuola orizzontale può avvenire in diverse modalità e con diversi strumenti.
Può avvenire in maniera manuale, aprendo il dispositivo di bloccaggio del supporto della banderuola, posizionando il supporto della banderuola nella posizione desiderata e richiudendo il dispositivo di bloccaggio.
La banderuola orizzontale può essere regolata anche tramite ingranaggi.
Una prima tipologia di ingranaggio consiste in una ruota dentata e di una catena, tramite i quali si può modificare in ogni momento la posizione della banderuola.
Una seconda tipologia di ingranaggio è composto da una ruota dentata e da un perno a molla. 
La posizione della banderuola viene regolata attraverso la ruota dentata che quando si trova nella posizione corretta viene bloccata con il perno a molla.
Questo meccanismo di regolazione permette di cambiare la posizione d'installazione della banderuola spostando solamente il perno a molla.
Una terza tipologia di ingranaggio è formato unicamente da una vite senza fine, la quale mantiene il supporto della banderuola e rende possibile l'aggiunta di una scala che indichi l'angolo di posizionamento della banderuola orizzontale rispetto al vento.

##### Regolazione della banderuola verticale
La regolazione della banderuola verticale può essere effettuata o manualmente o tramite l'ingranaggio a vite senza fine.
Oltre alla regolazione della posizione della banderuola rispetto al vento, la banderuola verticale può essere regolata anche in altezza, a seconda dell'intensità della forza del vento.

### Trasmissione

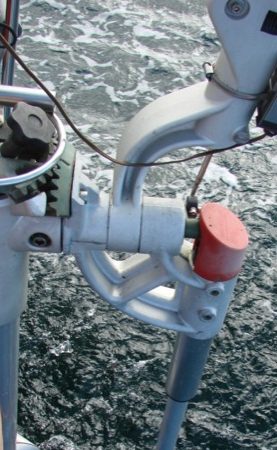
Meccanismo di trasmissione del movimento dalla banderuola al timoncino

Il movimento della banderuola deve essere trasmesso al timoncino per effettuare la correzione di rotta e ciò avviene grazie ad un meccanismo di trasmissione.
Il timoncino e la banderuola possono essere collegati da diversi tipi di trasmissione, ognuno dei quali utilizza diversi mezzi per trasmettere il movimento.
Altri tipi di trasmissione al posto delle cime utilizzano leve, tiranti e ruote dentate o coniche.

### Timoncino
Il timoncino è la parte del timone a vento immerso in acqua che viene mossa dal movimento della banderuola.
Il timoncino solitamente è più piccolo del timone principale, perché non ha la funzione di governo principale di una barca e perché così riesce a muoversi anche con la forza di deboli venti.
Esso, oltre al movimento della banderuola, utilizza anche la forza data dall'acqua che scorre per effettuare le prime correzioni di rotta e per trasmetterle al timone principale.
I timoncini possono essere di due tipi, ausiliari o a pendolo.
Queste due tipologie di timoncino si differenziano oltre che nella loro meccanica anche nel tipo di trasmissione che hanno con la banderuola.

#### Timoncino ausiliare
Con il timoncino ausiliare la correzione data dalla banderuola al timoncino avviene in maniera diretta, cioè senza un impianto di trasmissione del movimento.
In pratica un timone a vento che utilizza un timoncino ausiliare non trasmetterà la propria correzione della direzione al timone principale dell'imbarcazione, ma effettuerà tutto il lavoro in maniera autonoma senza coinvolgere il timone.
Esso avrà una superficie molto ridotta rispetto alla superficie del timone principale, (normalmente la proporzione è di 3:1).
Questo perché il timone principale ha la funzione di governare l'imbarcazione anche nel caso in cui essa abbia un'andatura generata da un motore, mentre il "timoncino" deve correggere la rotta dell'imbarcazioni in base alle variazioni date dal vento e dalla corrente. Inoltre la banderuola ha un raggio di sterzo molto limitato e quindi genera poca energia per muovere il timoncino.

##### Vantaggi
Il timoncino ausiliare è un vero e proprio secondo timone che in casi di emergenza, come per esempio la rottura del timone principale, può essere utile per sostituire il timone principale.
Questo vantaggio è dato dal fatto che timoncino e timone non sono collegati da nessuna rete di trasmissione e quindi sono due organi dell'imbarcazione totalmente separati.
Inoltre il timoncino ausiliare ha una resistenza all'usura molto alta rispetta ad altri componenti presenti nell'imbarcazione.

##### Svantaggi
Gli impianti di timoni a vento che usano il timoncino ausiliare hanno il difetto di essere molto pesanti (tra i 35 e i 40 kg). e quindi di non poter essere installati su imbarcazioni di piccole dimensioni.
Un altro svantaggio è che il timoncino ausiliare quando non è utilizzato rimane comunque fisso nella sua posizione e questo causa una pessima manovrabilità dell'imbarcazione quando il timone a vento è in disuso.

#### Timoncino a pendolo
Con il timoncino a pendolo la correzione della rotta passa dalla banderuola al timoncino e poi a sua volta al timone principale in maniera indiretta, cioè tramite una rete di trasmissione meccanica del movimento.

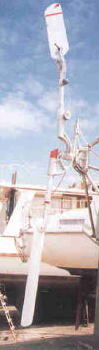
Timoncino a pendolo

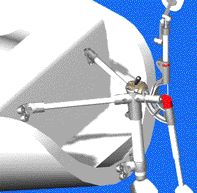
Meccanismo che permette il movimento oscillatorio del timoncino a pendolo

Il timoncino è dotato di una meccanica che gli permette di oscillare proprio come un pendolo nell'acqua.
Infatti dopo che il timoncino cambierà la sua direzione a causa di un cambiamento di rotta, la forza dell'acqua che spinge sulla pala causerà l'oscillazione del timoncino.
Sarà proprio questa oscillazione che trasmetterà (tramite delle cime che collegano il timoncino a pendolo con il timone), il movimento al timone principale che effettuerà la correzione della rotta prestabilita dell'imbarcazione.
L'intensità della forza generata dal movimento del timoncino a pendolo dipende dalla lunghezza del suo braccio d'azione, che va dal suo fulcro all'estremità inferiore della pala del timoncino.
Solitamente il braccio d'azione, detto leva di forza è lungo tra i 150 cm e i 200 cm.
Per diminuire la forza necessaria a muovere il timone è necessario prebilanciare il timone stesso.
Questa operazione consiste nell'inclinare la barra sulla quale ruota il timone principale, di qualche grado verso la poppa, in modo che ci sia meno pressione su di essa e il timone sia manovrabile con minore forza.
Questo accade perché il timone non farà pressione sui suoi perni, ma anzi sarà come appeso ad essi.
Il prebilanciamento ha come conseguenza una migliore governabilità del timone principale da parte del timone a vento in caso di venti leggeri.
Nel caso in cui ci sia un prebilanciamento eccessivo però il timone principale si muoverà in maniera incontrollata, muovendo a sua volta la banderuola e il timoncino.
Questa tipologia di timoncino ha una superficie di 10 cm2, inferiore a quella del timone principale, ma anche inferiore rispetto all'ampiezza della pale del timoncino ausiliare.

##### Smorzamento dell'imbardata
Con il termine smorzamento dell'imbardata si indica la necessità di frenare o in qualche modo di limitare il movimento laterale del timoncino a pendolo.
Ciò è indispensabile perché se il movimento generato dalla banderuola non venisse frenato in alcun modo, il movimento laterale caratteristico del timoncino a pendolo sarebbe troppo ampio e questo causerebbe (oltre che un impiego eccessivo di cimette per collegarlo al timone principale) la trasmissione di un movimento molto brusco ed eccessivo al timone principale.
Inoltre lo smorzamento dell'imbardata evita che il timoncino a pendolo faccia inclinare l'imbarcazione lateralmente oltre la propria soglia massima che generalmente è di circa 30°.
Questo smorzamento può avvenire tramite l'installazione di ingranaggi a ruote coniche nella trasmissione tra la banderuola e l'asse del timoncino a pendolo.

### Contrappeso
Il contrappeso è un peso che serve a bilanciare la banderuola, facendo così in modo che quando l'imbarcazione si muove la banderuola stessa non si muova per inerzia.
La giusta installazione del contrappeso è fondamentale per il buon funzionamento del timone a vento, in quanto se non viene ben posizionato si rischia di far muovere la banderuola in maniera incontrollata facendo cambiare rotta in continuazione alla barca.

## Funzionamento
Il timone a vento viene impostato in base alla rotta che l'imbarcazione deve mantenere.
L'impostazione avviene tramite l'orientamento e il fissaggio della banderuola in relazione alla direzione e ai venti che si possono incontrare nella rotta prestabilita.
Quando la barca segue la rotta prestabilita la banderuola rimane in posizione verticale; invece, quando la barca effettua una manovra di virata la banderuola si inclina, in quanto il vento fa pressione su di un lato di essa.
Il movimento della banderuola causato dal vento viene trasferito al timoncino situato nell'acqua. 
Questo non ha una posizione fissa, ma è montato su di un perno che gli permette non solo di girare verso destra o sinistra, ma anche di ruotare a seconda della spinta che gli causa l'acqua.
Questo movimento rotatorio viene trasferito al timone dell'imbarcazione tramite un sistema di trasmissione formato principalmente da cime.
A questo punto il timone corregge autonomamente la rotta grazie al timone a vento.

## Materiali
I primi timoni a vento venivano costruiti in legno e ricoperti successivamente da rivestimenti più resistenti all'acqua del mare.
Le imprese che costruiscono timoni a vento solitamente utilizzano alluminio, lavorato con la tecnica di pressofusione e di colatura in stampi.
Questo permette la realizzazione di componenti sempre precisi e uguali tra di loro.
Questo consente ai progettisti anche di variare maggiormente l'estetica di questi meccanismi migliorandone l'aspetto.
Solitamente l'alluminio impiegato dalle imprese per la costruzione dei timoni a vento è composto dalla lega AlMg 3.In alcuni casi viene utilizzata una lega che resiste molto meglio all'acqua salata del mare anche senza rivestimenti, la lega AlMg 5.
Nella costruzione fai-da-te dei timoni a vento, generalmente viene impiegato come materiale l'acciaio inossidabile.
Spesso però in questo caso si producono delle piegature nel timone a vento durante le attraversate, dovute generalmente ad un errore di saldatura.

## Svantaggi del timone a vento
Il timone a vento non è naturalmente in grado di fornire alcuna correzione alla rotta dell'imbarcazione in caso di bonaccia, ma per farlo funzionare basta il vento necessario per far muovere la barca.
I timoni a vento con timoncino a pendolo hanno bisogno di una velocità in acqua di almeno 2 nodi per far sì che l'acqua stessa apporti la forza per muovere il timone principale.
Inoltre il timone a vento con timoncino a pendolo è praticamente inutilizzabile in caso di mare molto mosso in quanto esso oscillerà anche senza l'impulso della banderuola.
Il sistema di autogoverno offerto dal timone a vento è molto utile perché consente di svolgere altre mansioni sull'imbarcazione ma è comunque pericoloso in quanto non può sapere dove sta dirigendo realmente l'imbarcazione. 
Per questo l'equipaggio dell'imbarcazione deve controllare che non ci siano ostacoli fisici nella propria rotta per evitare incidenti.